# Lista de mausoléus
Esta é uma lista de mausoléus famosos ao redor do mundo.

## Angola
- Memorial Dr. António Agostinho Neto, Luanda

## Azerbaijão
- Mausoléu de Pir-Hussein

## Brasil
- Mausoléu Imperial, onde descansam os restos de D. Pedro II do Brasil, em Petrópolis no estado do Rio de janeiro.
- Mausoléu de Chico Xavier, Uberaba (MG).
- Mausoléu do ex-presidente Humberto de Alencar Castelo Branco, em Fortaleza no estado do Ceará.

## Índia
- O Taj Mahal, situado em Agra. Acredita-se que foi construído pelo imperador Shah Jahan em memória de sua esposa Mumtaz.

- Mausoléu de Ghiyath al-Din Tughluq, situado próximo a Tughluqabad, a terceira cidade de Delhi, e construído pelo próprio Ghiyath al-Din Tughluq.

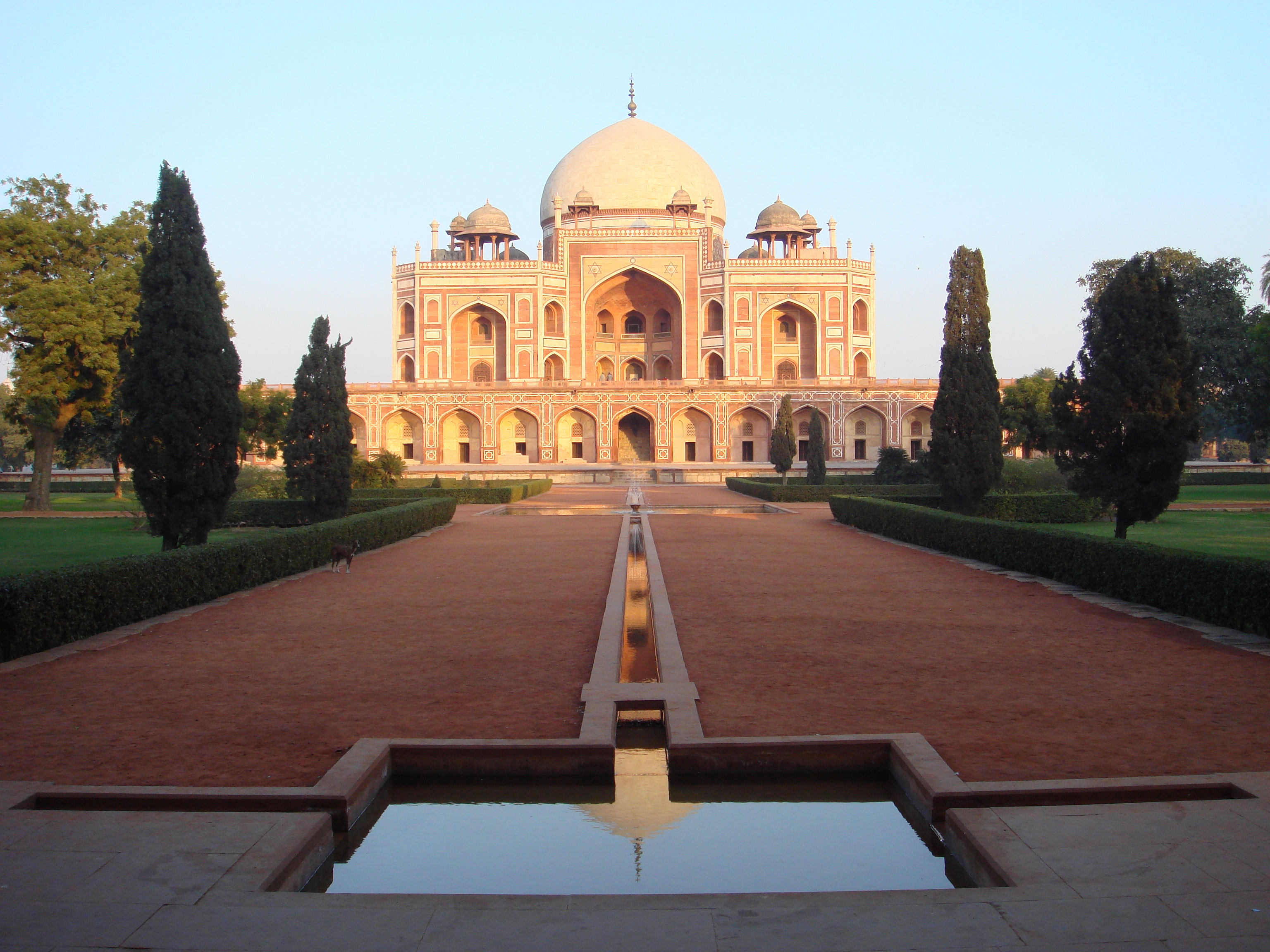
O túmulo de Humayun.

- Túmulo de Humayun, o mais antigo mausoléu de Delhi.

## China
- Tumbas Antigas da Montanha Longtou

- - Mausoléu da Princesa Zhenxiao

- Mausoléu do Imperador Qin Shi Huang, em Xi'an

- Mausoléu de Genghis Khan, Mongólia Interior

- Mausoléu de Mao Zedong, Beijing

- Mausoléu Imperial de Treze Imperadores da Dinastia Ming, Beijing

- Mausoléu de Ming Xiaoling, Nanjing

- Mausoléu de Sun Yat-sen, Nanjing

- Mausoléu de Zhao, Montanha Jiuzong, província de Shaanxi

## Indonésia
- Imogiri, em Java

## Irã
- Mausoléu de Imam Khomeini, Teerã
- Mausoléu de Imam Reza, Mashhad

## Itália
- Mausoléu de Augustus
- Mausoléu de Teodorico
- Castelo Sant'Angelo, Mausoléu de Adriano
- Mausoléu de Galla Placidia Ravenna

## Mongólia
- Mausoléu de Sühbaatar, Ulan Bator

## Coreia do Norte
- Mausoléu de Kim Il Sung, Pyongyang

## Paquistão

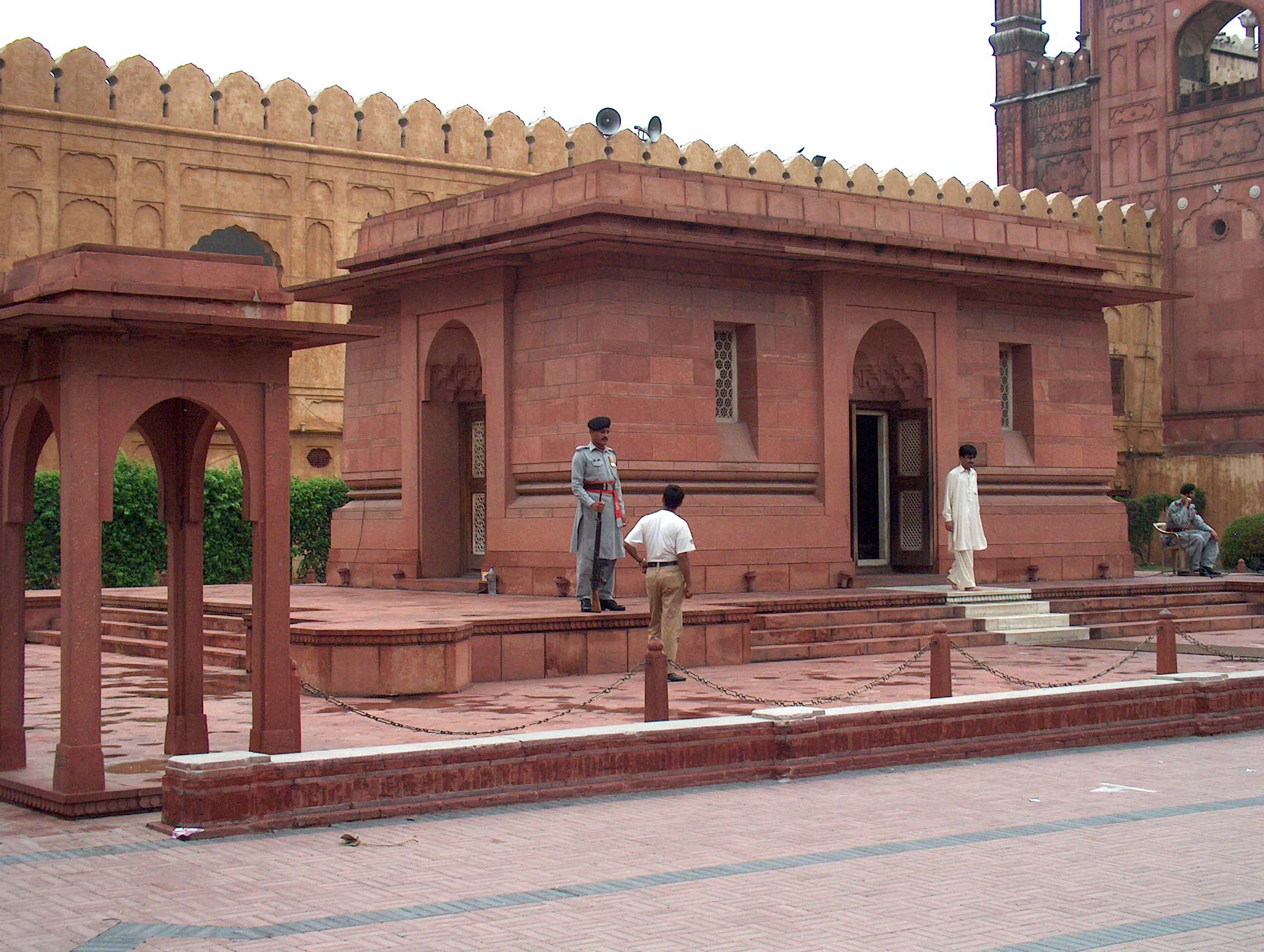
Muralhas Sul e Leste do Mausoléu de Muhammad Iqbal

- Mazar-e-Quaid (Mausoleum of the founder of Pakistan- Muhammad Ali Jinnah), Karachi

- Mausoléu de Muhammad Iqbal, Lahore

- Abdullah Shah Ghazi Mazar (mausoléu de sufi santo de Karachi), Karachi

- Mausoléu do sufi santo Ali Hajweri (também conhecido como Data Sahib Ganjbaksh), Lahore

- Mausoléu de Bibi Pak Daman, Lahore

- Mausoléu do líder Sikh Maharaja Ranjit Singh, Lahore

- Mausoléu do Imperador Jehangir (Líder do Império Mughal), Lahore

- Mausoléu de Asif Khan (Pai de Arjumand Bano]), Lahore

- Mausoléu de Shah Rukn-e-Alam, (neto de Sahikh Bahauddin Zakaria), Multan

## Romênia
- Marasesti Mausoléu ao soldado desconhecido

## Rússia
- Mausoléu de Lenin, Moscou,Praça Vermelha

## Turquia
- Mausoléu de Atatürk, Ankara

## Reino Unido
- Mausoléu Frogmore

- Cemitério Highgate, Londres, possui uma grande quantidade de mausoléus vitorianos

- Cemitério Kensal Green, Londres, o mais velho cemitério inglês de seu tipo em funcionamento, possui muitos mausoléus vitorianos, incluindo os de William Makepeace Thackeray e Anthony Trollope.

## Estados Unidos
- Grant's Tomb

- Mausoléu de Stanford
- Mausoléu de XXXTentacion

## Vietnã
- Mausoléu de Ho Chi Minh, Hanói